# Travis Boyd
Travis Boyd, född 14 september 1993, är en amerikansk professionell ishockeyforward som spelar för Toronto Maple Leafs i NHL.
Han har tidigare spelat på NHL-nivå för Washington Capitals och på lägre nivåer för Hershey Bears i AHL, Minnesota Golden Gophers (University of Minnesota) i National Collegiate Athletic Association (NCAA) och Team USA i United States Hockey League (USHL).
Boyd draftades i sjätte rundan i 2011 års draft av Washington Capitals som 177:e spelare totalt.

## Statistik
| 2008–2009   | Hopkins High School      |             | 26  | 26 | 25 | 51  | —  | —  | — | —  | —  | — |
| 2009–2010   | Team USA                 | USHL        | 35  | 8  | 10 | 18  | 18 | —  | — | —  | —  | — |
|             | U.S. National U17 Team   |             | 52  | 10 | 14 | 24  | 22 | —  | — | —  | —  | — |
|             | U.S. National U18 Team   |             | 1   | 0  | 0  | 0   | 0  | —  | — | —  | —  | — |
| 2010–2011   | Team USA                 | USHL        | 24  | 5  | 13 | 18  | 10 | —  | — | —  | —  | — |
|             | U.S. National U18 Team   |             | 60  | 13 | 25 | 38  | 16 | —  | — | —  | —  | — |
| 2011–2012   | Minnesota Golden Gophers | NCAA        | 35  | 1  | 8  | 9   | 4  | —  | — | —  | —  | — |
| 2012–2013   | Minnesota Golden Gophers | NCAA        | 40  | 3  | 11 | 14  | 8  | —  | — | —  | —  | — |
| 2013–2014   | Minnesota Golden Gophers | NCAA        | 41  | 9  | 23 | 32  | 18 | —  | — | —  | —  | — |
| 2014–2015   | Minnesota Golden Gophers | NCAA        | 32  | 19 | 22 | 41  | 10 | —  | — | —  | —  | — |
|             | Hershey Bears            | AHL         | 2   | 1  | 1  | 2   | 0  | —  | — | —  | —  | — |
| 2015–2016   | Hershey Bears            | AHL         | 76  | 21 | 32 | 53  | 24 | 21 | 2 | 7  | 9  | 4 |
| 2016–2017   | Hershey Bears            | AHL         | 76  | 16 | 47 | 63  | 16 | 12 | 1 | 7  | 8  | 2 |
| 2017–2018   | Washington Capitals      | NHL         | 1   | 0  | 0  | 0   | 0  | —  | — | —  | —  | — |
|             | Hershey Bears            | AHL         | 23  | 3  | 17 | 20  | 6  | —  | — | —  | —  | — |
| NHL totalt  | NHL totalt               | NHL totalt  | 1   | 0  | 0  | 0   | 0  | —  | — | —  | —  | — |
| AHL totalt  | AHL totalt               | AHL totalt  | 177 | 41 | 97 | 138 | 46 | 33 | 3 | 14 | 17 | 6 |
| NCAA totalt | NCAA totalt              | NCAA totalt | 148 | 32 | 64 | 96  | 40 | —  | — | —  | —  | — |
| USHL totalt | USHL totalt              | USHL totalt | 59  | 13 | 23 | 36  | 28 | —  | — | —  | —  | — |

### Internationellt
| Källa: Uppdaterad: 2017-12-05 | Källa: Uppdaterad: 2017-12-05 | Källa: Uppdaterad: 2017-12-05 |         | Utv = Utvisningsminuter | Utv = Utvisningsminuter | Utv = Utvisningsminuter | Utv = Utvisningsminuter | Utv = Utvisningsminuter |
| År                            | Lag                           | Mästerskap                    | Matcher | Mål                     | Assists                 | Poäng                   | Utv                     |                         |
| ----------------------------- | ----------------------------- | ----------------------------- | ------- | ----------------------- | ----------------------- | ----------------------- | ----------------------- | ----------------------- |
| 2011                          | USA                           | U18-VM                        | 6       | 2                       | 4                       | 6                       | 2                       |                         |
| Junior totalt                 | Junior totalt                 | Junior totalt                 | 6       | 2                       | 4                       | 6                       | 2                       |                         |